# Alvignano
Alvignano est une commune italienne de la province de Caserte, dans la région Campanie.

## Histoire
Alvignano descend de l'ancienne ville de Cubulteria, du nom d'une figure marquante de l'époque impériale de Rome au IIe siècle, son nom était Marco Aulus Albino, procureur de la première cohorte de Breuces et patron d'Aliphae et de Cubultreria près de Rome.

## Patrimoine
- La basilique de Sainte-Marie de Culbuteria, construite à l'emplacement d'un ancien temple romain.

## Administration
| Période                                  | Période | Identité | Étiquette | Qualité |
| ---------------------------------------- | ------- | -------- | --------- | ------- |
|                                          |         |          |           |         |
| Les données manquantes sont à compléter. |         |          |           |         |

### Communes limitrophes
Alife, Caiazzo, Dragoni, Gioia Sannitica, Liberi, Ruviano